# Пен-Гіллс Тауншип (округ Аллегені, Пенсільванія)
Пен-Гіллс Тауншип (англ. Penn Hills Township) — селище (англ. township) в США, в окрузі Аллегені штату Пенсільванія. Населення — 41 059 осіб (2020).

## Демографія
Згідно з переписом 2010 року, у селищі мешкало 42 329 осіб у 18 786 домогосподарствах у складі 11 675 родин. Було 20342 помешкання
Расовий склад населення:
| - 61,4 % — білих - 34,6 % — чорних або афроамериканців - 0,8 % — азіатів - 0,2 % — корінних американців |

До двох чи більше рас належало 2,5 %. Частка іспаномовних становила 1,4 % від усіх жителів.
За віковим діапазоном населення розподілялося таким чином: 19,6 % — особи молодші 18 років, 61,2 % — особи у віці 18—64 років, 19,2 % — особи у віці 65 років та старші. Медіана віку мешканця становила 45,3 року. На 100 осіб жіночої статі у селищі припадало 86,6 чоловіків;  на 100 жінок у віці від 18 років та старших — 83,0 чоловіків також старших 18 років.
Середній дохід на одне домашнє господарство  становив 58 083 долари США (медіана — 48 481), а середній дохід на одну сім'ю — 68 508 доларів (медіана — 61 893). Медіана доходів становила 47 328 доларів для чоловіків та 40 507 доларів для жінок. За межею бідності перебувало 11,1 % осіб, у тому числі 21,9 % дітей у віці до 18 років та 6,5 % осіб у віці 65 років та старших.
Цивільне працевлаштоване населення становило 21 626 осіб. Основні галузі зайнятості: освіта, охорона здоров'я та соціальна допомога — 29,1 %, роздрібна торгівля — 12,3 %, науковці, спеціалісти, менеджери — 9,3 %, мистецтво, розваги та відпочинок — 8,9 %.